# Eric Noraeus
Eric Noraeus, född 2 december 1639 i Nora socken, Uppland, död 31 mars 1699 i Värmdö socken, var en svensk präst. Han var kaplan vid Storkyrkoförsamlingen i Stockholm.

## Biografi
Eric Noraeus var son till kaplanen i Nora socken, senare kyrkoherde i Harbo socken Erik Matthiae Noraeus och Sara Eriksdotter Rhalambia. Han blev student vid Uppsala universitet 1657, prästvigdes i Uppsala 1667 och blev magister där 1668. 
Noraeus var konsistorienotarie i Stockholm 1667–1674 och blev komminister i Storkyrkoförsamlingen 1672, en tjänst han tillträdde 1673. 1675 kallades han av patronus i Värmdö församling till kyrkoherde där, en tjänst han tillträdde först i maj 1678. Under sommaren 1678 stannade han i Stockholm för att uppehålla sin komministertjänst där. 1678 blev han kontraktsprost. 
Eric Noraeus var riksdagsman för prästeståndet vid riksdagarna 1693 och 1697, under riksdagen 1693 var han även ledamot av bankoutskottet.

### Trolldomskommissionen
Han är främst känd för sin verksamhet som ledamot i Trolldomskomissionen i Stockholm, som tog över häxprocessen i Katarina under det stora oväsendet i juli 1676. Under sin verksamhet i komissionen kom han så småningom att bli en ledande kraft för att motarbeta häxjakten. 
Eric Noraeus var initialt anhängare av häxförföljelsen. Under processen mot Malin Matsdotter röstade han för att hon skulle avrättas genom att brännas levande som en varning för andra. Han röstade också för avrättningen av Anna Simonsdotter. Gradvis kom dock Noraeus att alltmer stå för en mildare och mer skeptisk linje bland ledamöterna. Leufstadius, Noraeus och Sparrman röstade tillsammans mot avrättningen av Gävlepojken. Broméen, Leufstadius, Noraeus, Bezelius, Austrel, Kanterhjelm och Bergius röstade alla för frikännande av Agnis Johansdotter, vars process drog ut i månader. Eric Noraeus hamnade i konflikt med Bromell då han förordar mild behandling av en piga som en pojke anställd hos Bromell beskyllt för Blåkullafärder. Han tillhörde också det parti som genomdrev spöstraff istället för avrättning för Dufvans Margareta, vilket motsattes av ordförande Coyet, som genomdrev att hon trots allt dömdes till döden på egen bekännelse, trots att Noraeus opponerade sig då han ansåg bekännelsen framtvingades genom tortyr och därför inte vägde tungt. 
När Urban Hjärne återvände till Stockholm i slutet av augusti efter tre veckors bortavaro kontaktades han av Leufstadius och Noraeus, som förklarade att de ansåg att antalet anförda häxkonster är överdrivet samt att tvivelaktiga vittnesutsagor vägde alltför tungt, även i de fall den anklagade själv bekänt sin skuld. Noraeus, Leuftstadius och Hjärne förhörde därefter tillsammans Dufvans Margareta och Karin Ambjörnsdotter. Karin Ambjörnsdotter bedyrade då fortsatt sin oskuld och förklarade sig missnöjd över den uppskjutna avrättningen. Den 29 augusti presenterade Noraeus en rapport för sina kolleger i vilken han bad om att den första och friande domen som avkunnades för Dufvans Margareta ska stå kvar då hon visat ånger, dock utan resultat. Han nämnde inte Karin Ambjörnsdotter.
Eric Noraeus var närvarande under genombrottet den 11 september när barnvittnena belades med lögn och hela häxprocessen började upplösas. Efter att barnvittnena erkände att de hade ljugit övervägde trolldomskommissionens ledamöter först att ändå bekräfta avrättningsdomarna för Gävlepojken, Dufvans Margareta och Karin Ambjörnsdotter. Noraeus förklarade dock att han efter vad som hänt inte längre ville medverka till att döma någon till döden för trolldom: 
”Givetvis är jag inte så absurd att jag helt förnekar att trolldom existerar och att barn förs till Blåkulla, men hela saken är så farlig och mystisk att jag inte kan förstå den och därför inte längre kan delta i detta eller anpassa mig till någon annans uppfattning om frågeställningen inte kan förklaras och belysas bättre. Min uppfattning är nämligen att Djävulen kan förtrolla såväl äldre som yngre, och göra de personer till lögnare som i dessa fall är både vittnen och angivare.”
Noraeus önskade att påstådd trolldom i fortsättningen skulle handläggas av riksrådet och riksdagen. Han hänvisade till att det inte är passande för en präst att utfärda dödsdomar och att han kommer ansöka om utträde ur kommissionen och, om det inte beviljas, kommer han ändå att följa sitt samvete och "sköta det ämbete han fått av Gud". Hans revolt resulterar i att rätten medger att Dufvans Margareta ska förhöras av Noraeus och Leufstadius för att få veta varför hon har ändrat sin berättelse. 
Efter denna tid började flera ledamöter vara frånvarande och sluta delta i trolldomskommissionens arbete, men Noraeus fortsatte aktivt att medverka och verkade aktivt för att avveckla häxprocessen. Urban Hjärne har, mycket tack vare sina egna memoarer, skildrats som den drivande i avvecklingen av processen, men i själva verket var han frånvarande ofta under hösten 1676, och det var i stället kommissorialrättens yngre prästmedlemmar, Noraeus, Leufstadius och Sparrman, som drev den kritiska linje som Chronander bekräftade och Hjärne anslöt sig till. Sparrman och Noraeus var slutligen de enda som röstade mot avrättningen av Lisbet Carlsdotter.